# تاناکامبانا
تاناکامبانا (به لاتین: Tanakambana) یک منطقهٔ مسکونی در ماداگاسکار است که در ایکونگو واقع شده‌است. تاناکامبانا ۹٬۰۰۰ نفر جمعیت دارد و ۱۵۰ متر بالاتر از سطح دریا واقع شده‌است.